# Payone
Die Payone GmbH (Eigenschreibweise: PAYONE) ist ein deutscher Payment-Service-Provider und somit Anbieter von bargeldlosen Zahlungslösungen mit Hauptsitz in Frankfurt am Main. Es ist ein Gemeinschaftsunternehmen des französischen Zahlungsverkehr- und Transaktionsdienstleisters Worldline und der DSV-Gruppe (Deutscher Sparkassenverlag).

## Geschäftstätigkeit
Das Unternehmen wickelt für seine über 260.000 Kunden in der D-A-CH-Region mehr als 3,8 Milliarden Transaktionen pro Jahr ab. Zu den Kunden zählen unter anderem die Deutsche Bahn, Rossmann, Puma, home24 und Sansibar.
Payone bietet neben den relevanten nationalen und internationaler Zahlungsmethoden auch die Übernahme des Risikomanagements sowie die Übernahme des Debitoren- und Forderungsmanagements an.

## Geschichte und Gesellschafter
Im Dezember 2014 teilte die ehemalige Payone mit Sitz in Kiel mit, dass sich die Sparkassen-Finanzgruppe über die DSV-Gruppe (Deutscher Sparkassenverlag) zum 1. Januar 2015 zu 80 Prozent am Unternehmen beteiligt. Einen solchen direkten Einstieg eines klassischen Kreditinstituts in die digitale Payment-Branche hatte es zuvor in Deutschland nicht gegeben. Im Mai 2017 gab die ehemalige Payone bekannt, dass sie mit der Firma B+S Card Service fusioniert. Das neue Unternehmen firmierte in Folge unter dem neuen Firmennamen BS Payone mit Hauptsitz in Frankfurt und Niederlassungen in Kiel sowie weiteren Standorten in Europa.
Im Mai 2018 kündigte die Ingenico Group exklusive Verhandlungen mit der DSV-Gruppe über ein gemeinsames Joint Venture der DSV-Tochtergesellschaft BS Payone mit der Ingenico Payment Services in Ratingen sowie weiteren Gesellschaften der Ingenico Group in der DACH-Region an. Die Ingenico Group und der Deutsche Sparkassenverlag einigten sich kurz darauf am 25. Juli 2018 auf ein Joint Venture ihrer Tochterunternehmen BS Payone und Ingenico Payment Services. Im Januar 2019 wurde die BS Payone in die Ingenico Payone Holding eingebracht und wurde so ein Schwesterunternehmen der Ingenico Payment Services. Im Juni 2019 wurde mit dem Eintrag ins Handelsregister die Verschmelzung von BS Payone mit Ingenico Payment Services zur Payone komplett vollzogen, an der die Ingenico Group 52 % und die DSV-Gruppe 48 % hielten. Die neue Marke wurde am 13. Februar 2020 veröffentlicht.
Im Rahmen des Zusammenschlusses von Worldline und der Ingenico Group am 28. Oktober 2020 gaben Worldline und die DSV-Gruppe am 1. März 2021 den Abschluss der Einbringung des Händlerdienstleistungsgeschäfts von Worldline in Deutschland und Österreich in Payone bekannt. Im Gegenzug wurde das Schweizer Händlerdienstleistungsgeschäft von Payone in Worldline integriert. Payone richtet sich seither an Händler mit Geschäftsschwerpunkt in Deutschland und Österreich. Mit dem Abschluss dieser Transaktion ging eine Änderung der Payone-Gesellschafterstruktur einher: Die Worldline Gruppe hält seither 60 %, die DSV-Gruppe 40 % der Payone-Unternehmensanteile.
Am 27. Dezember 2023 wurde bekannt, dass Payone eine Vielzahl von Visa-Zahlungen vom 23. Dezember 2023 bei Aldi Süd, DM, Lidl, Netto, Rewe und Rossmann den Konsumenten doppelt abgebucht hat.

## Kontroversen
Die Bundesanstalt für Finanzdienstleistungsaufsicht hat Payone am 26. Juli 2023 wegen hoher Geldwäscherisiken und gravierender Defizite in der Geldwäscheprävention untersagt, Transaktionen für bestimmte Geschäftskunden durchzuführen, die dem Hochrisikoportfolio angehören. Zudem hat die BaFin für diesen Bereich ein Neukundenverbot angeordnet. Das Transaktions- und Neukundenverbot soll verhindern, dass das E-Geld-Institut zur Geldwäsche missbraucht wird.
Am 29. Januar 2025 veröffentlichte die BaFin, dass folgende Maßnahmen gegenüber der Payone angeordnet wurden:
- Am 15. Oktober 2024 hat die BaFin gegenüber Payone erhöhte Eigenmittelanforderungen gemäß § 15 Absatz 2 Satz 3 Zahlungsdiensteaufsichtsgesetz angeordnet.[16]
- Am 20. Januar 2025 hat die BaFin zudem gegenüber Payone gemäß § 27 Abs. 3 ZAG i. V. m. § 51 Abs. 2 Satz 1 Geldwäschegesetz angeordnet, die Mängel in der Geldwäscheprävention zu beseitigen. Ein von der BaFin gemäß § 20 Abs. 2 ZAG i. V. m. § 45c Absatz 1 i. V. m. Absatz 2 Kreditwesengesetz bestellter Sonderbeauftragter überwacht die Umsetzung.[16]

Als Grund für die Maßnahmen wurden Verstöße der Payone gegen die Anforderungen an eine ordnungsgemäße Geschäftsorganisation genannt.